# یواس‌اس گیلیگان (دی‌ئی-۵۰۸)
یواس‌اس گیلیگان (دی‌ئی-۵۰۸) (به انگلیسی: USS Gilligan (DE-508)) یک کشتی بود که طول آن ۳۰۶ فوت (۹۳ متر) بود. این کشتی در سال ۱۹۴۴ ساخته شد.